# 3D XPoint

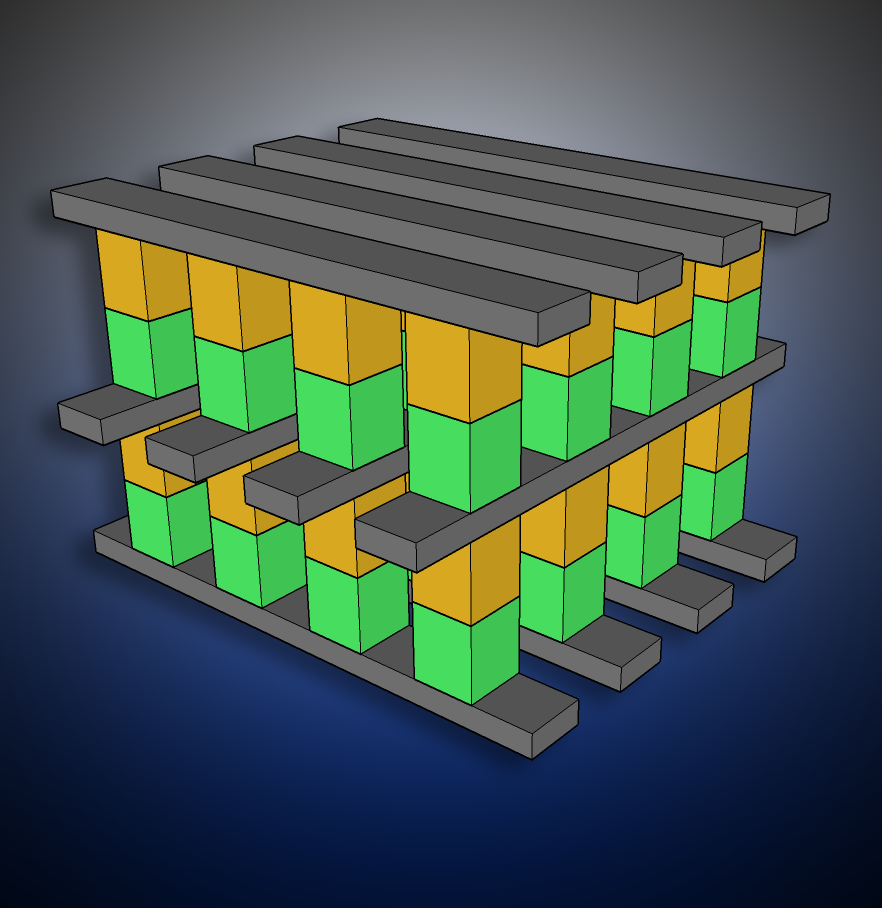
Räumliche Gitterstruktur von 3D XPoint

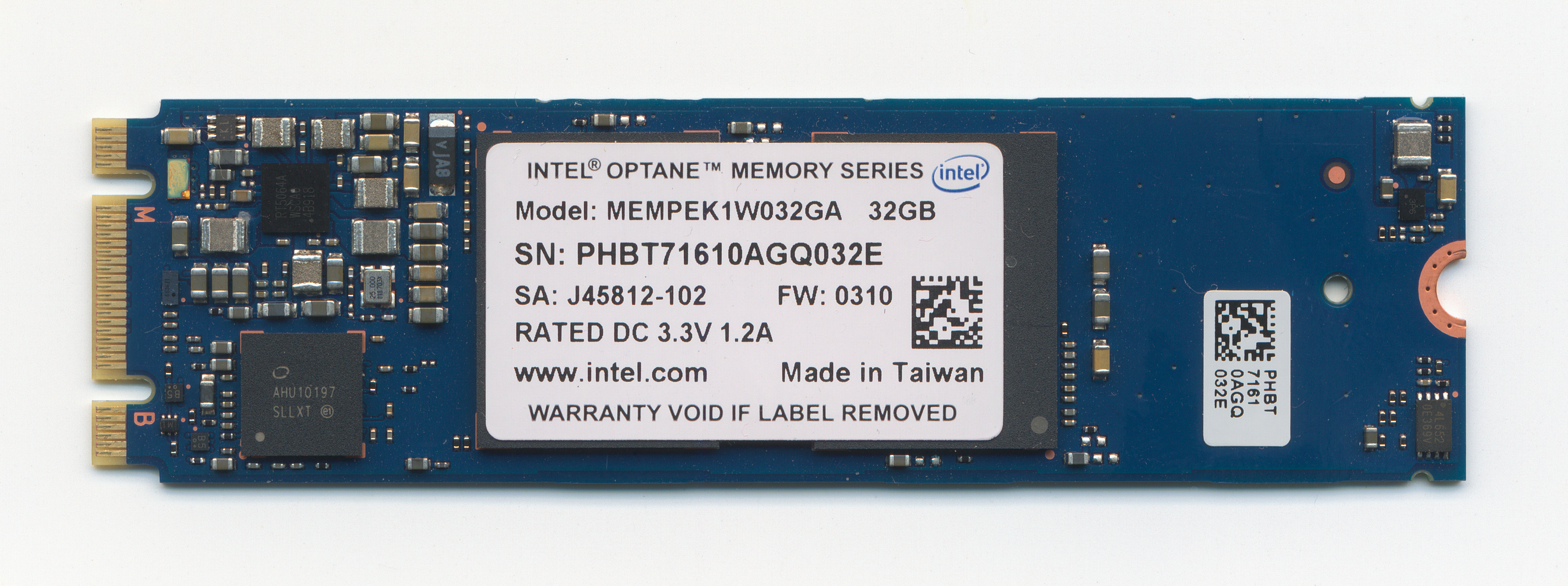
Intel Optane M.2-Speicher

3D XPoint (Aussprache ['θɹiː 'diː 'kɹɒs 'pɔɪnt]) ist eine von Intel und Micron Technology entwickelte, im Juli 2015 vorgestellte und im Juli 2022 abgekündigte Bauart nichtflüchtiger Datenspeicher. Der Speicher hat laut Hersteller eine geringere Speicherlatenz als der ebenfalls nichtflüchtige und verbreitet eingesetzte NAND-Flash-Speicher und lässt sich häufiger überschreiben. Bei Intel wird diese Technologie auch Optane genannt.
Während Speicherzellen in NAND-Flash den Speicherinhalt durch unterschiedliche elektrische Spannungsniveaus in Feldeffekttransistoren speichern, basiert 3D XPoint auf der Veränderung des elektrischen Widerstands. Die Speicherchips  haben eine räumliche Gitterstruktur, an den Kreuzungspunkten des Gitters sitzen die eigentlichen Informationsspeicher. Sie kommen anders als die Flash-Zellen ohne Feldeffekttransistoren aus, was eine höhere Integrationsdichte möglich macht.
Da Intel und Micron über den genauen Technologie-Typ keine Details verlauten ließen, wurde in der Fachwelt auf Grund von bestehenden Patenten und älteren Aussagen vertiefend spekuliert.
2022 kündigte Intel die Einstellung der Technologie an, weil die Vorteile in Relation zu den Kosten zu gering waren.